# سارواتا بن كيرتوتينويو
سارواتا بن كيرتوتينويو (بالإندونيسية: Sarwata bin Kertotenoyo) كان رئيس قضاة المحكمة العليا في إندونيسيا العاشر ورئيس المحكمة العليا الإندونيسية. قاد بن كيرتوتينويو تحقيقاً من قبل المحكمة العليا في ادعاءات بارتكاب مخالفات خاصة بها في عام 1996، حيث لم تجد اللجنة التابعة له أي دليل على مثل هذه الأخطاء. وقد اعتبر ترقيته كرئيس للقضاة بعد ذلك بمثابة انتصار لنخبة المحكمة القديمة. كان أول رئيس قضائي في إندونيسيا يُتهم علانية بالفساد.
وُصف بن كيرتوتنويو بأنه آخر معقل للجيش في القضاء الإندونيسي قبل حقبة ما بعد سوهارتو. كان يحتقر المؤسسات المدنية، ونادرًا ما ظهر في الواقع للعمل في المحكمة العليا، ولم يظهر سوى القليل من المعرفة بالقضايا القانونية، وكان عادة يتحايل على الزائرين الرسميين القادمين إلى مكتبه.